# شهر گارزه
شهر گارزه (به لاتین: Garzê Town) یک شهرک در جمهوری خلق چین است که در Garzê County واقع شده‌است. شهر گارزه ۱۶٬۹۲۰ نفر جمعیت دارد.

## نگارخانه

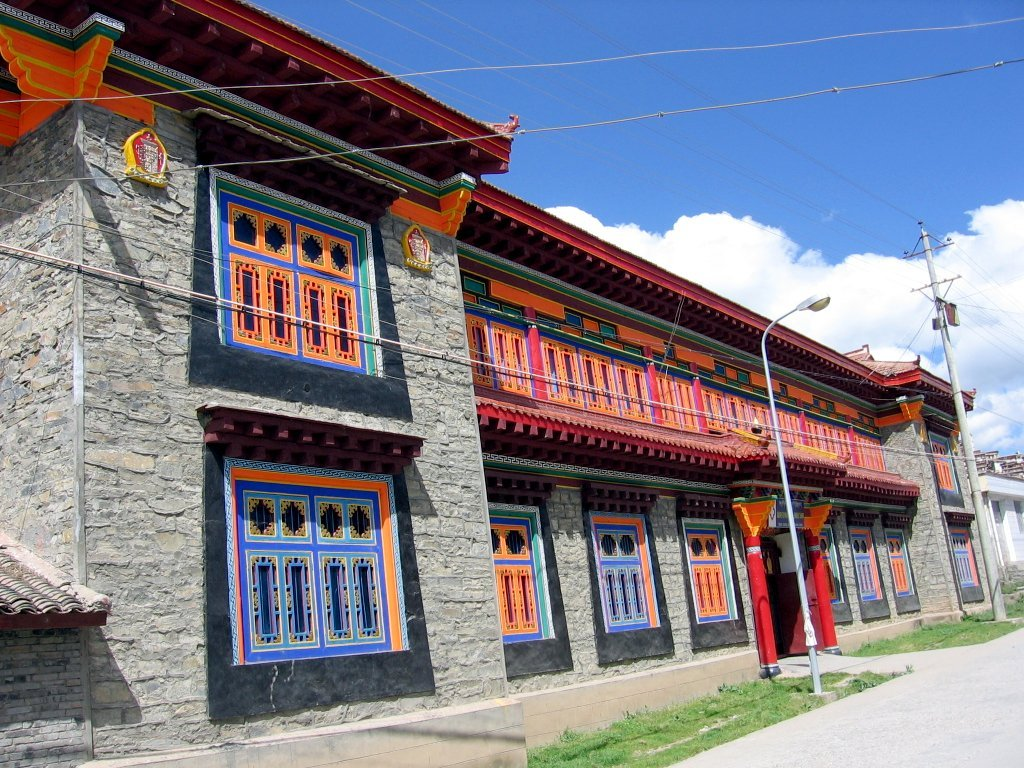
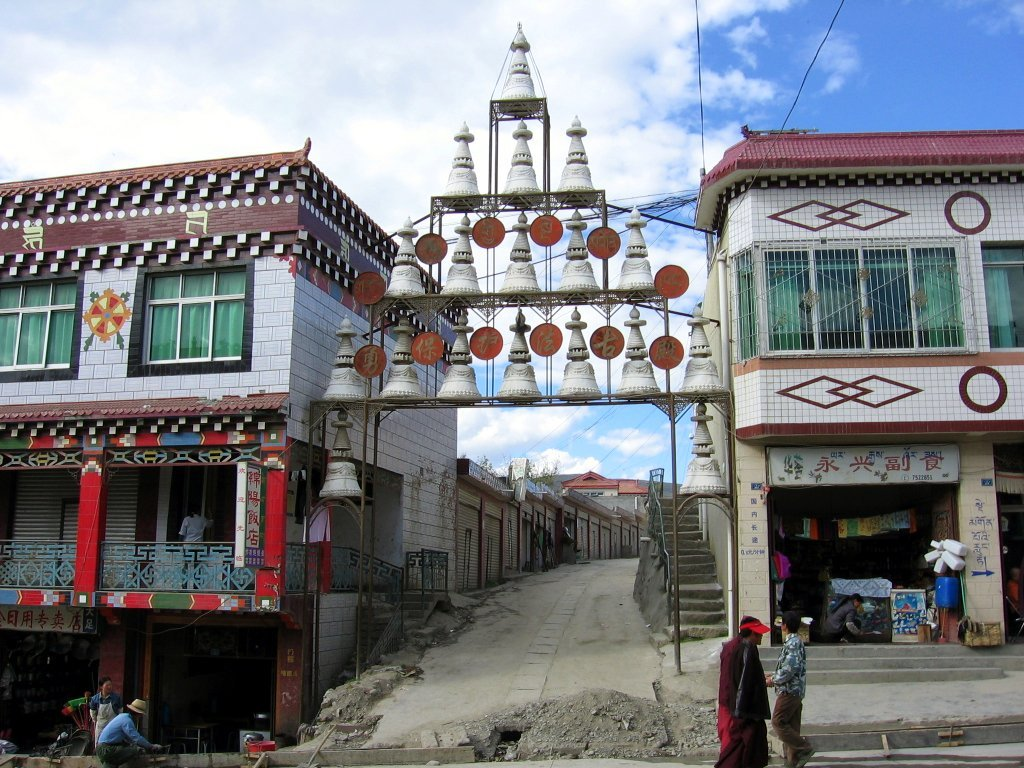
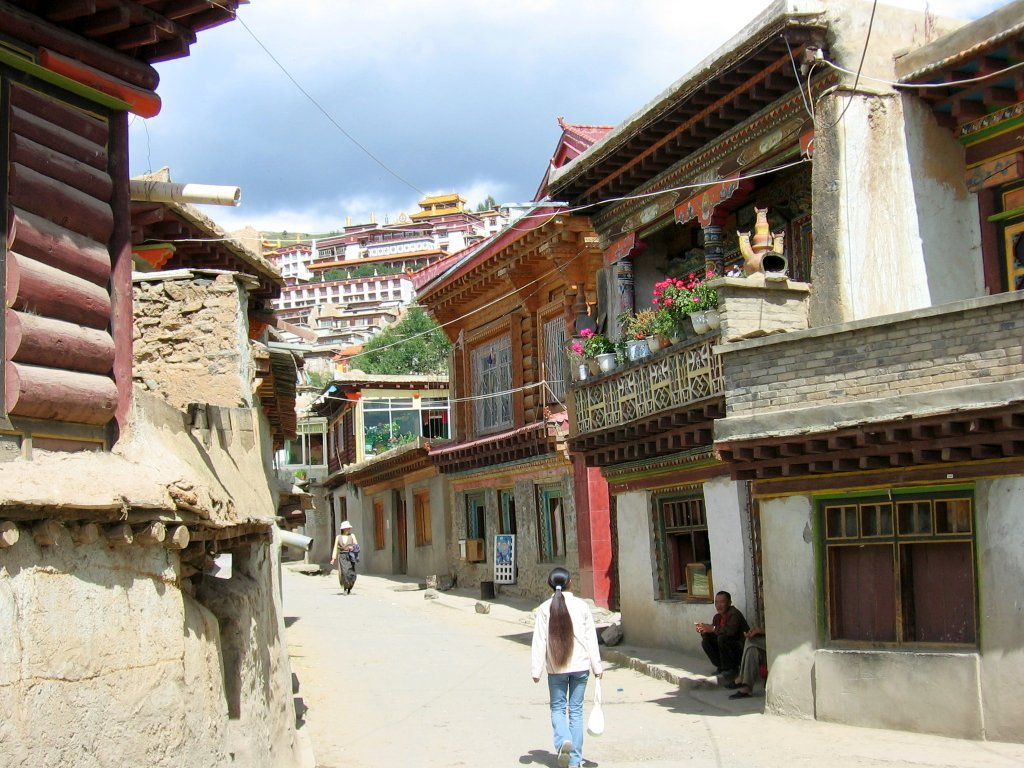
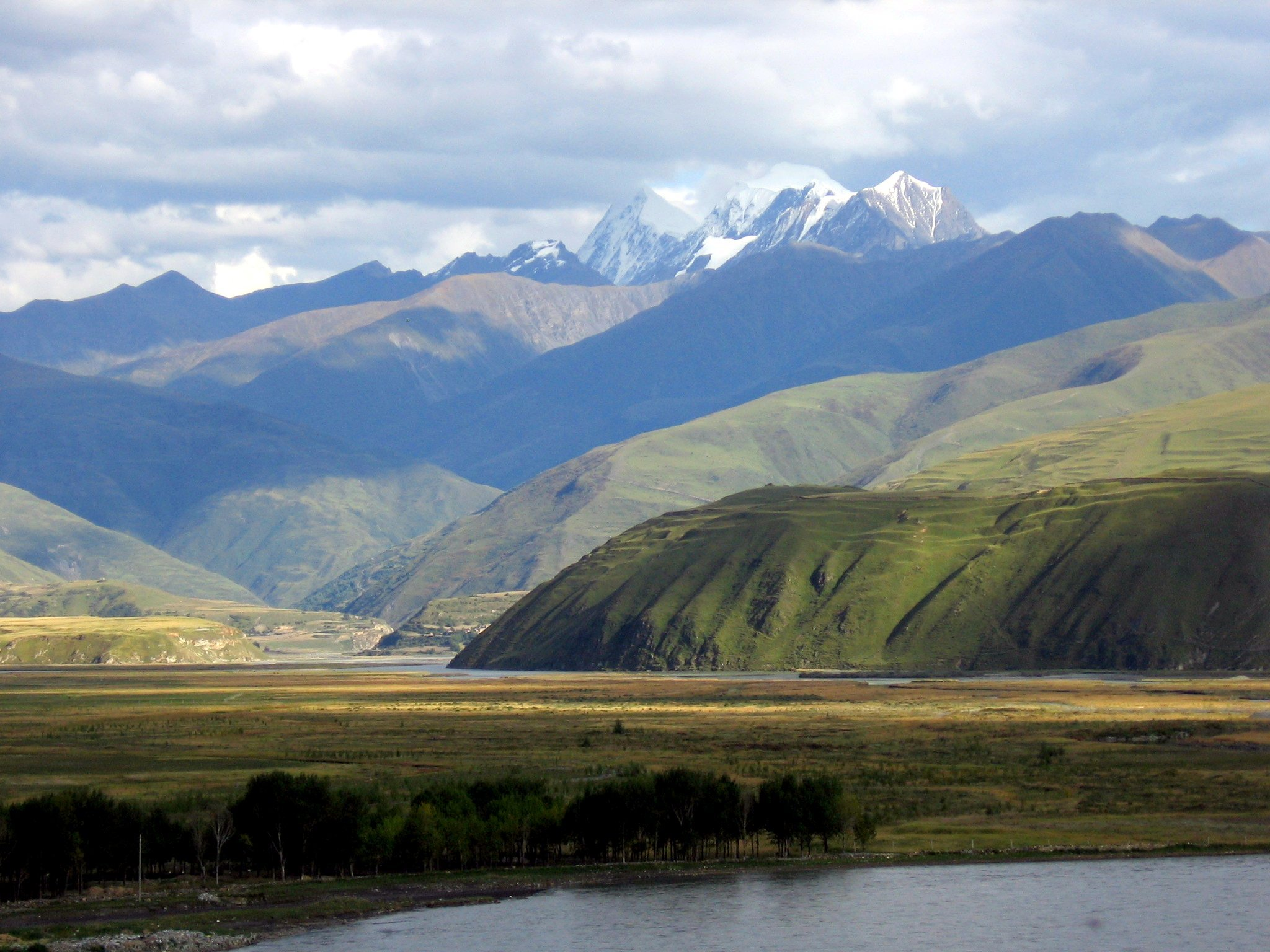
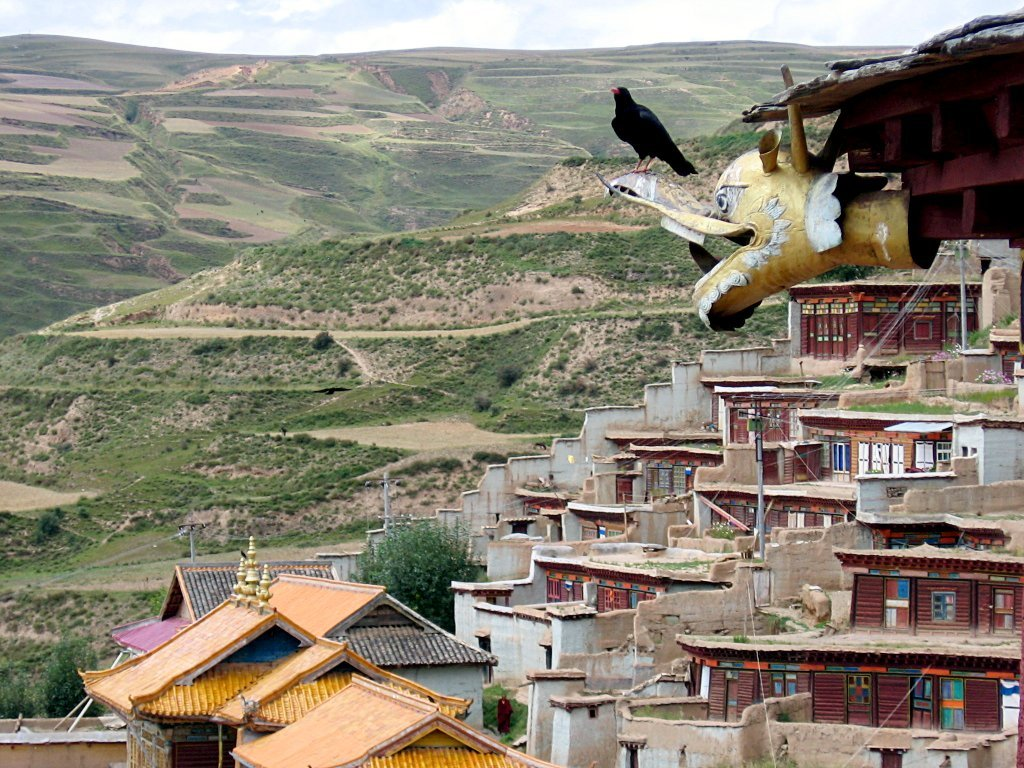
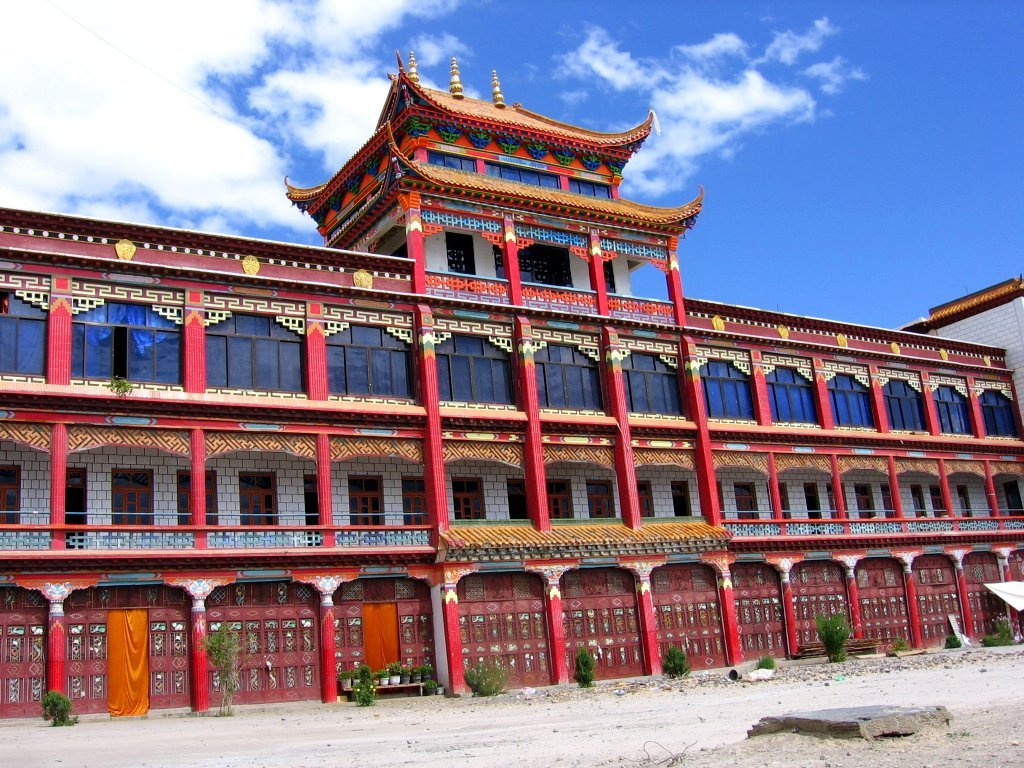
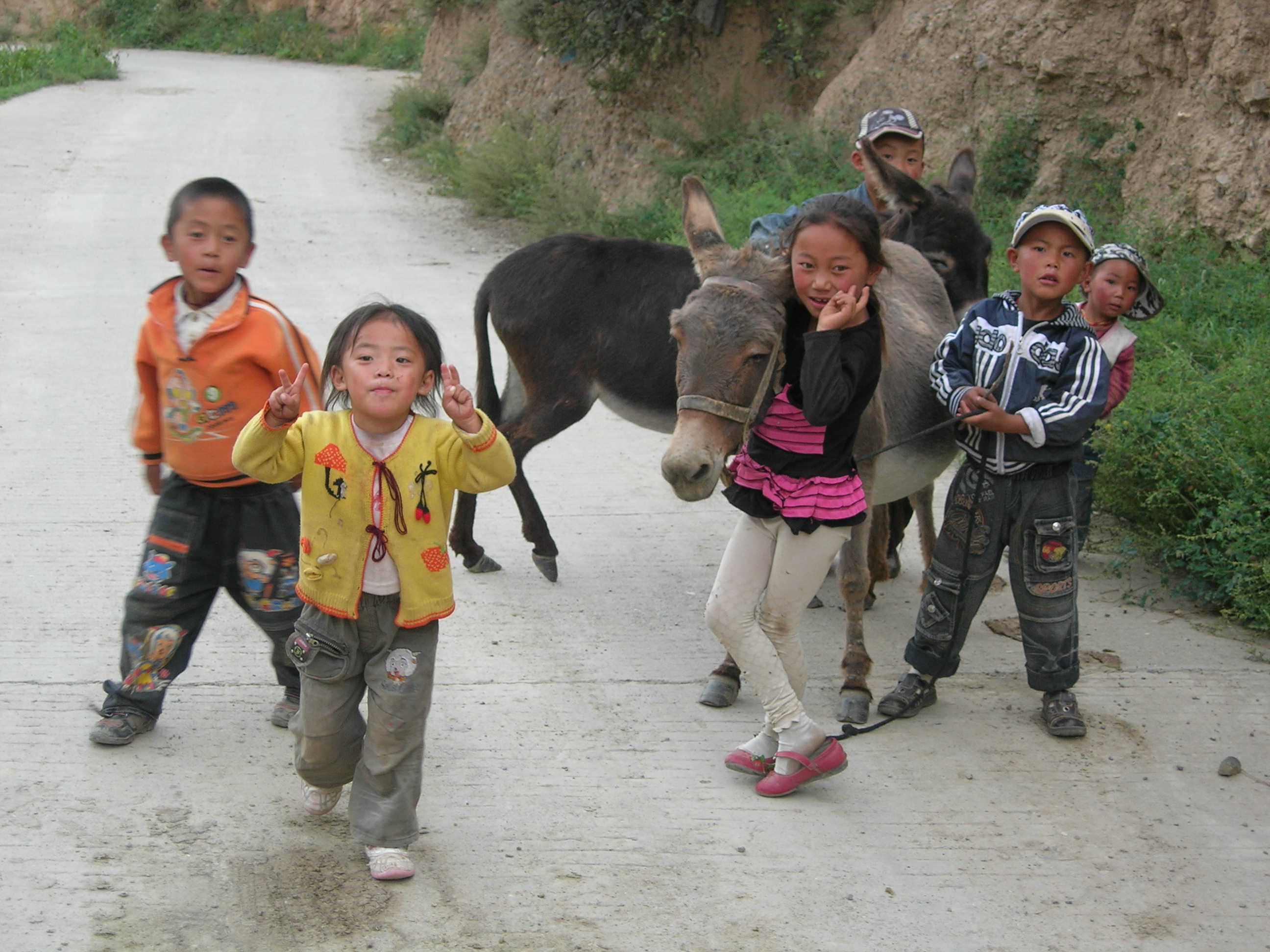